# Heiter bis tödlich: Zwischen den Zeilen

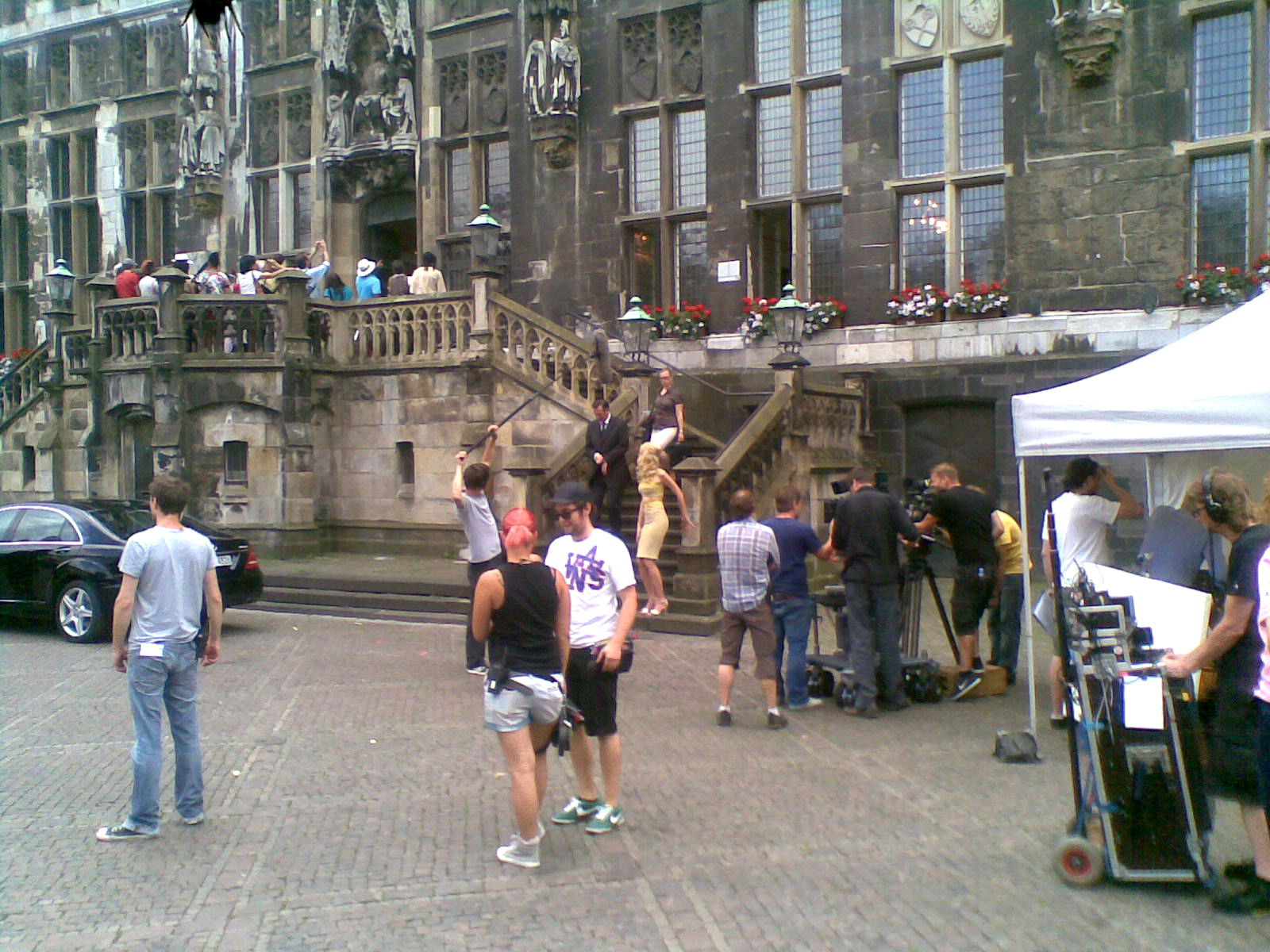
Dreharbeiten von Zwischen den Zeilen in Aachen.

Heiter bis tödlich: Zwischen den Zeilen war eine deutsche Vorabend-Krimiserie aus der Reihe Heiter bis tödlich, die vom 14. Februar 2013 bis zum 6. Juni 2013 im Ersten wöchentlich ausgestrahlt wurde. Sie spielte in Aachen. Die Dreharbeiten begannen im August 2012. Die erste Staffel (16 Folgen) blieb auch die einzige.

## Inhalt
Maja Becker wird von ihrem Chef nach Aachen in die Lokalredaktion des Westdeutschen Merkur versetzt. Paul Jacobs, Chef der Lokalredaktion, kam als junger, ehrgeiziger Journalist einem hohen Politiker zu nahe und bekam diesen „Fehler“ existentiell zu spüren. Durch diesen Absturz wurde er zynisch. Er finanziert sich nun durch Jubelartikel für lokale Unternehmer. Seine Redaktionsangestellten sind die ehemalige Fußpflegerin Jennifer Kuntze, die zwar kaum tippen kann, aber ein gewisses Gespür für Verbrechen hat, und der Leiter der Sportredaktion Rajesh Prakasch, ein großer Star-Wars-Fan. Prakasch ist bis zum Eintreffen von Becker stellvertretender Chefredakteur; als Becker in die Redaktion versetzt wird, wird sie an Prakasch Stelle zu Jacobs Stellvertreterin. Prakasch neidet ihr dies.
Als Maja nach Aachen kommt, passiert ein Mord nach dem anderen. Maja und die Redaktion klären die Verbrechen vor der Polizei auf, was Kriminalhauptkommissarin Susanne Bradulic nicht gefällt. Sie sieht dadurch ihren Aufstieg zur Polizeipräsidentin gefährdet. Darunter zu leiden hat Jan Bollmann, ein eher schüchterner Polizist, der sich in Maja verliebt hat. Er gibt an sie Informationen weiter; meistens bereitwillig. Sobald Maja allerdings Dinge tut oder sagt, die ihm klarmachen, dass sie ihn nicht liebt, ist er eingeschnappt.

## Hintergrund
Regie führte bei den ersten vier Episoden der Kölner Markus Sehr, die folgenden vier wurden von Klaus Knoesel inszeniert. Bei den ersten acht Episoden, die von Nicole Kortlüke geschnitten wurden, war David Schultz Kameramann, Paul Pieck übernahm die zweite Kamera. Verantwortlicher Redakteur für den WDR war Gebhard Henke.
Die Innenaufnahmen erfolgten im Dikopshof in Wesseling.

## Figuren
Maja Becker(gespielt von Josephine Schmidt) ist eine Journalistin, die an das Gute glaubt und für eine gerechte Welt kämpft, sich dabei allerdings etwas ungeschickt anstellt. Um für die Lokalredaktion interessante Storys aufzutreiben, beginnt sie, Kriminalfälle zu untersuchen, wobei sie immer wieder Paul Jacobs gegen dessen Willen involviert.
Paul Jacobs(gespielt von Ole Puppe) ist ein ehemaliger Starjournalist. Im Gegensatz zu Maja ist er ein Zyniker, seine Meinung ist käuflich, und seine Freizeit verbringt er mit dem Mixen von Martinis.
Susanne Bradulic(gespielt von Nina Petri) ist eine ehrgeizige Polizeikommissarin, die sich auf keinen Fall von Maja die Lorbeeren stehlen lassen will. Wann immer sie kann, behindert sie Majas und Pauls Ermittlungen.
Jennifer Kuntze(gespielt von Constanze Behrends), eine ehemalige Fußpflegerin, ist die Redaktionssekretärin, die, mit einer schrägen und schrillen Art versehen, Maja und Paul bei ihren Recherchen „unterstützt“.
Rajesh Prakasch(gespielt von Parbet Chugh) ist ein „popkultursüchtiger Poet“, der zwar Paul bewundert, aber von diesem zur Erledigung von dessen Arbeit herangezogen wird.
Jan Bollmann(gespielt von Knud Riepen) ist Polizist bei der Kripo Aachen. Seine Chefin Frau Bradulic lässt öfters mal bei Jan Bollmann ihre schlechte Laune aus. Als aber Jan Maja das erste Mal sieht, ist es um ihn geschehen.

## Episodenliste
| Nr. (ges.) | Nr. (St.) | Originaltitel                     | Erstausstrahlung |
| ---------- | --------- | --------------------------------- | ---------------- |
| 1          | 1         | Die Wurst im Horst                | 14. Feb. 2013    |
| 2          | 2         | Wenn sich Zeugen traun            | 14. Feb. 2013    |
| 3          | 3         | Frau auf der Couch                | 21. Feb. 2013    |
| 4          | 4         | Der Taube auf dem Dach            | 7. März 2013     |
| 5          | 5         | Zuviel Zukunft ist auch nicht gut | 14. März 2013    |
| 6          | 6         | Lieber reich und tot              | 21. März 2013    |
| 7          | 7         | Elvis lebt                        | 28. März 2013    |
| 8          | 8         | Majas Filmriss                    | 4. Apr. 2013     |
| 9          | 9         | Der Herr des Rings                | 11. Apr. 2013    |
| 10         | 10        | Beschwingte Swinger               | 18. Apr. 2013    |
| 11         | 11        | Cash'n Curry                      | 25. Apr. 2013    |
| 12         | 12        | Homeshopping brutal               | 2. Mai 2013      |
| 13         | 13        | Der erste April                   | 16. Mai 2013     |
| 14         | 14        | Tote haben keinen Hunger          | 23. Mai 2013     |
| 15         | 15        | Drei Jahre weg                    | 30. Mai 2013     |
| 16         | 16        | Ruhe sanft, Paul                  | 6. Juni 2013     |